# Faldingworth
Faldingworth – wieś w Anglii, w hrabstwie Lincolnshire, w dystrykcie West Lindsey. Leży 16 km na północny wschód od Lincoln i 205 km na północ od Londynu.